# Ectecephala albistylum
Ectecephala albistylum är en tvåvingeart som beskrevs av Macquart 1851. Ectecephala albistylum ingår i släktet Ectecephala och familjen fritflugor. Inga underarter finns listade i Catalogue of Life.